# Zacharias Gunnari Rivenius
Zacharias Gunnari Rivenius, född i Linköpings församling, död 1664 i Dagsbergs församling, Östergötlands län, var en svensk präst.

## Biografi
Zacharias Gunnari Rivenius föddes i Linköpings församling. Han blev kollega i Söderköping och prästvigdes 1 februari 1644 till komminister i Sankt Johannes församling, Norrköping. Han var även från 1659 kollega i Norrköping. Rivenius blev 1662 kyrkoherde i Dagsbergs församling. Han avled 1664 i Dagsbergs församling och begravdes 2 oktober samma år.

### Familj
Rivenius gifte sig med Helena (Iliana eller Elliana). De fick tillsammans ett dödfött barn (1650–1650) och Zacharias Rivenius (född 1750).